# Clerídeos
Cleridae são uma família de besouros da superfamília Cleroidea. Eles são comumente conhecidos como besouros quadriculados. A família Cleridae tem uma distribuição mundial e uma variedade de habitats e preferências alimentares.
Cleridae têm muitos nichos e hábitos alimentares. A maioria dos gêneros são predadores e se alimentam de outros besouros e larvas; no entanto, outros gêneros são necrófagos ou alimentadores de pólen. Os clerídeos têm corpos alongados com pelos eriçados, geralmente são de cores vivas e têm antenas variáveis. Besouros quadriculados variam em comprimento entre 3 and 24 mm (0,12 and 0,94 in). Os clerídeos podem ser identificados com base em sua fórmula tarsal 5–5–5, divisão dos esternitos e ausência de um tipo especial de vesícula. As fêmeas de Cleridae depositam entre 28 e 42 ovos por vez, predominantemente sob a casca das árvores. As larvas são predadoras e alimentam-se vigorosamente antes da fase de pupa e subsequente emergência como adultos.
Os clerídeos têm um significado menor na entomologia forense. Algumas espécies são ocasionalmente encontradas em carniça nos últimos estágios secos de decomposição. Além disso, algumas espécies são pragas ( entomologia de produtos armazenados ) e são encontradas infestando vários produtos alimentícios. Os esforços de pesquisa relacionados a Cleridae se concentraram principalmente no uso de certas espécies como controles biológicos. Esta é uma técnica muito eficaz para controlar os besouros da casca devido ao apetite voraz de muitas espécies de clerídeos.

## Descrição

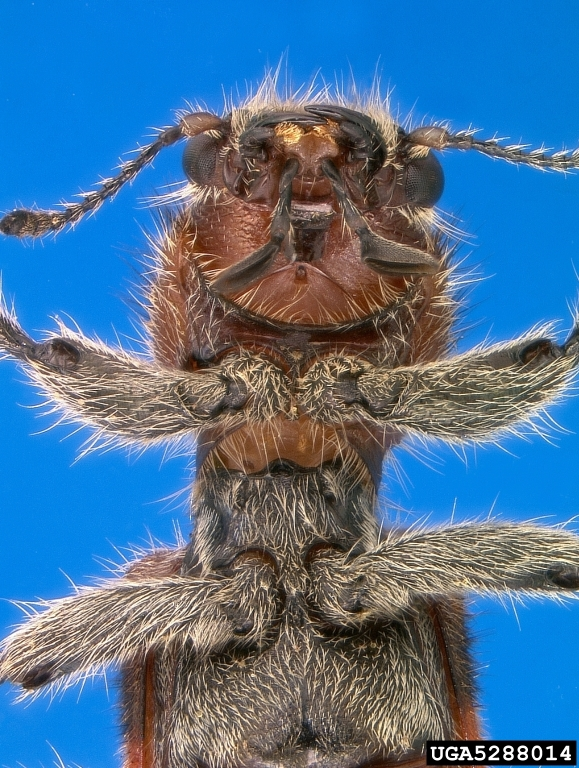
Pronoto estreito em Enoclerus ichneumoneus (Clerinae)

Geralmente, os besouros xadrez são alongados e de forma oval e variam de 3 a 3–24 mm (0,12–0,94 in) de comprimento. Seus corpos inteiros são cobertos por pelos eriçados e muitos exibem um padrão de cor corporal ornamentado. Esses padrões de cores geralmente brilhantes podem ser vermelho, amarelo, laranja ou azul. As antenas são em forma de clava na ponta para a maioria das espécies, mas outras podem ser "em forma de clava, dente de serra ou em forma de fio". A região do pronoto é quase cilíndrica e caracteristicamente mais estreita que os élitros (asas dianteiras endurecidas especiais), enquanto a cabeça é tão larga ou mais larga que o pronoto. Seus élitros têm pequenas cavidades ou depressões e nunca expõem mais de dois tergitos (placas dorsais ).

### Identificação
Os besouros clerídeos se enquadram na subordem Polyphaga. As principais características do Polyphaga são que a coxa posterior (base da perna) não divide a primeira e a segunda placas abdominal/ventral, conhecidas como esternitos. Além disso, a sutura notopleural (encontrada sob o escudo pronotal) não está presente. Para identificar melhor os besouros Clerid, algumas características adicionais precisam ser examinadas.

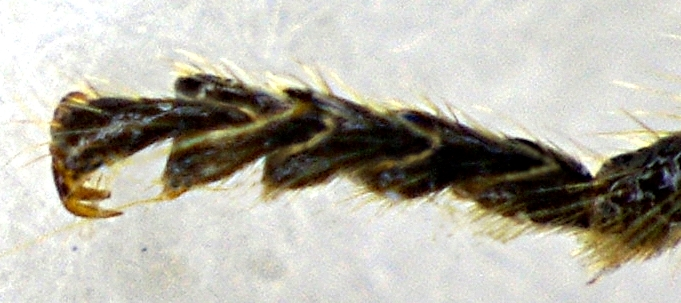
5 tarsômeros da perna traseira de Tillus elongatus (Tillinae)

Os besouros clerídeos têm pernas únicas que ajudam a distingui-los de outras famílias. Sua fórmula tarsal é 5–5–5, o que significa que em cada uma das pernas dianteiras, médias e traseiras existem 5 tarsômeros (subsegmentos individuais dos pés/tarsos). Um ou mais desses subsegmentos em cada perna é tipicamente lobado, e o 4º tarso é normalmente difícil de distinguir. Além disso, uma característica importante que elimina muitas outras famílias de besouros é que as coxas anteriores (base da perna) dos clerídeos expõem o segundo segmento das pernas conhecido como trocânter.
A segunda característica definidora da família Cleridae é que os clerídeos nunca têm vesículas eversíveis (pequenas estruturas semelhantes a balões geralmente escondidas que se pensa serem glândulas de cheiro) em seu abdômen e pronoto. Essa característica os distingue de uma família semelhante Melyridae que às vezes tem essas glândulas. Esta característica é muito importante para diferenciar corretamente besouros quadriculados de Melyridae.

## Distribuição e ecologia

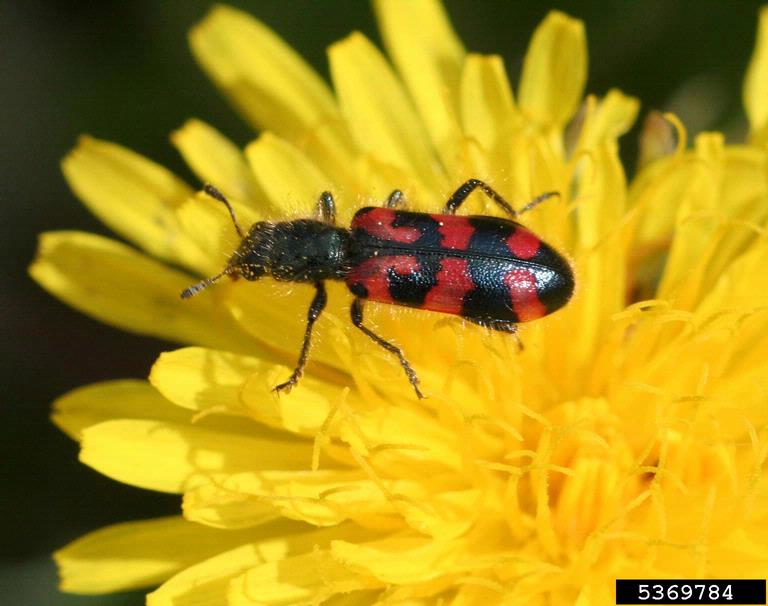
Trichodes ornatus (Clerinae) em uma flor

Cleridae podem ser encontrados nas Américas, África, Europa, Oriente Médio e até na Austrália. Existem aproximadamente 3.500 espécies no mundo e cerca de 500 espécies na América do Norte. Devido a essa ampla distribuição, existem muitos habitats diferentes nos quais os besouros quadriculados podem ser encontrados.
Muitas das espécies são conhecidas como "visitantes de flores", que atacam outros insetos visitantes de flores e também se alimentam de pólen. Essas espécies são encontradas em ambientes úmidos e ensolarados, onde plantas com flores são encontradas em abundância.
Outro habitat comumente habitado por besouros são as árvores. Essas "espécies vivas em árvores" são encontradas em florestas em todo o mundo com vários climas e uma variedade de insetos facilmente predados. Eles buscam proteção sob a casca e caçam outros insetos acima e abaixo da casca. A principal fonte de presas para esses caçadores vivos de casca são os besouros de casca.
O terceiro tipo de besouros clerídeos são as "espécies que roubam ninhos" que vivem em arbustos e árvores. Ao contrário das espécies vivas das árvores, essas espécies não se enterram na casca. Espécies que roubam ninhos normalmente caçam larvas de cupins, abelhas e vespas, e uma espécie em particular foi observada como presa principalmente de massas de ovos de gafanhotos. Nem todas as espécies que roubam ninhos caçam ativamente presas vivas, algumas espécies, por exemplo, preferem se alimentar apenas de larvas de abelhas mortas e adultos.

### Hábitos alimentares
O Cleridae contém muitas espécies de besouros predadores que se alimentam de outros besouros e larvas de besouros em seu habitat natural. As presas mais comuns dos besouros quadriculados são os besouros da casca e os besouros da madeira.
Em geral, a maior parte dos Cleridae adultos se alimentam principalmente de outros besouros adultos, enquanto o estágio de larva se alimenta de outras larvas de besouros. Alguns besouros quadriculados são conhecidos por terem um apetite extremamente voraz, com algumas larvas capazes de consumir "várias vezes seu próprio peso corporal" em um dia.
Embora a maioria das espécies de besouros xadrez sejam predadoras por natureza, algumas são necrófagas e outras foram encontradas alimentando-se de pólen de flores. Por causa da natureza predatória e do apetite insaciável dos besouros quadriculados, eles costumam ser peças-chave no controle biológico de outros insetos. Os besouros xadrez também desenvolveram uma adaptação única para ajudar em sua busca por presas. Os besouros usam feromônios para ajudá-los a localizar, matar e consumir suas presas.

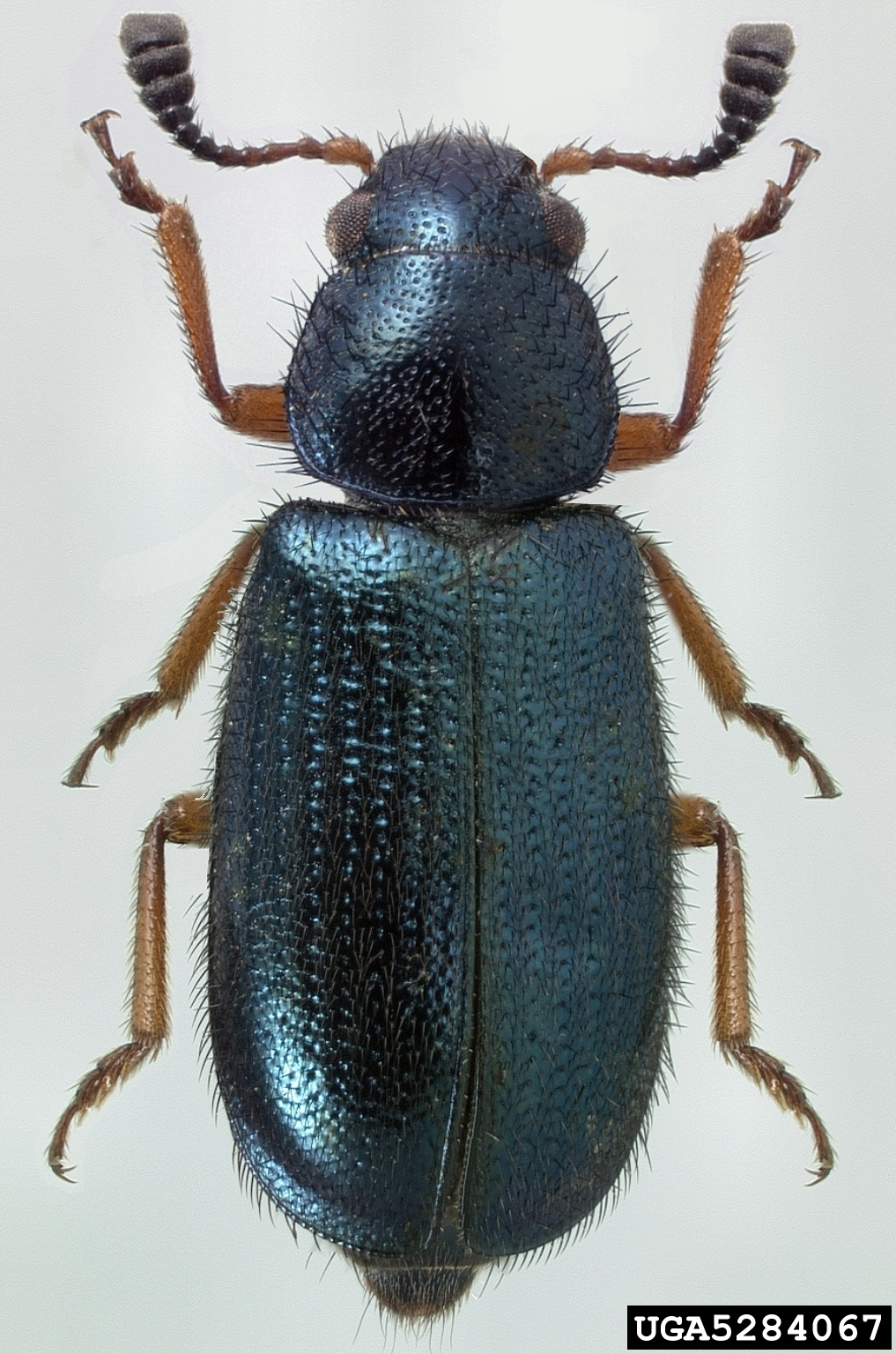
Necrobia rufipes (Korynetinae)

A diversidade de hábitos alimentares do besouro quadriculado fica bem evidente quando examinamos diferentes espécies. A Necrobia spp. são atraídos por carniça seca e outras matérias animais em decomposição, como ossos e pele, bem como vários produtos de carne. Thanasimus spp. são encontrados em áreas florestais onde as espécies de besouros constituem sua principal fonte de presa. A principal fonte de presa para o Phyllobaenus spp. são brocas de madeira, gorgulhos imaturos e larvas de himenópteros. Um dos gêneros mais diversos é Trichodes, as larvas se alimentam do pólen de plantas com flores e os adultos atacam gafanhotos e vespas.
Sabe-se que o ciclo de vida geral dos clerídeos dura de 35 dias a mais de 3 anos e é fortemente dependente do ciclo de vida de suas presas. Embora o ciclo de vida possa variar em duração entre gênero e espécie, a temperatura também é um determinante importante no tempo gasto em cada estágio de desenvolvimento. Quanto mais quente a temperatura, mais rápido o ciclo de vida, e quanto mais fria a temperatura, mais lento o ciclo de vida. Se as temperaturas caírem abaixo de um limite de temperatura por um longo período de tempo, os clerídeos e a maioria dos outros insetos terão crescimento e progresso de desenvolvimento interrompidos. Como todos os besouros, os Cleridae seguem um ciclo de vida holometábolo : o ovo eclode em uma larva, que cresce e se alimenta, trocando sua pele para formar uma pupa, e a pupa trocando sua pele para emergir como um adulto. As larvas da maioria das espécies conhecidas de Cleridae se alimentam de ovos e filhotes de besouros xilófagos, enquanto os adultos se alimentam de besouros adultos.

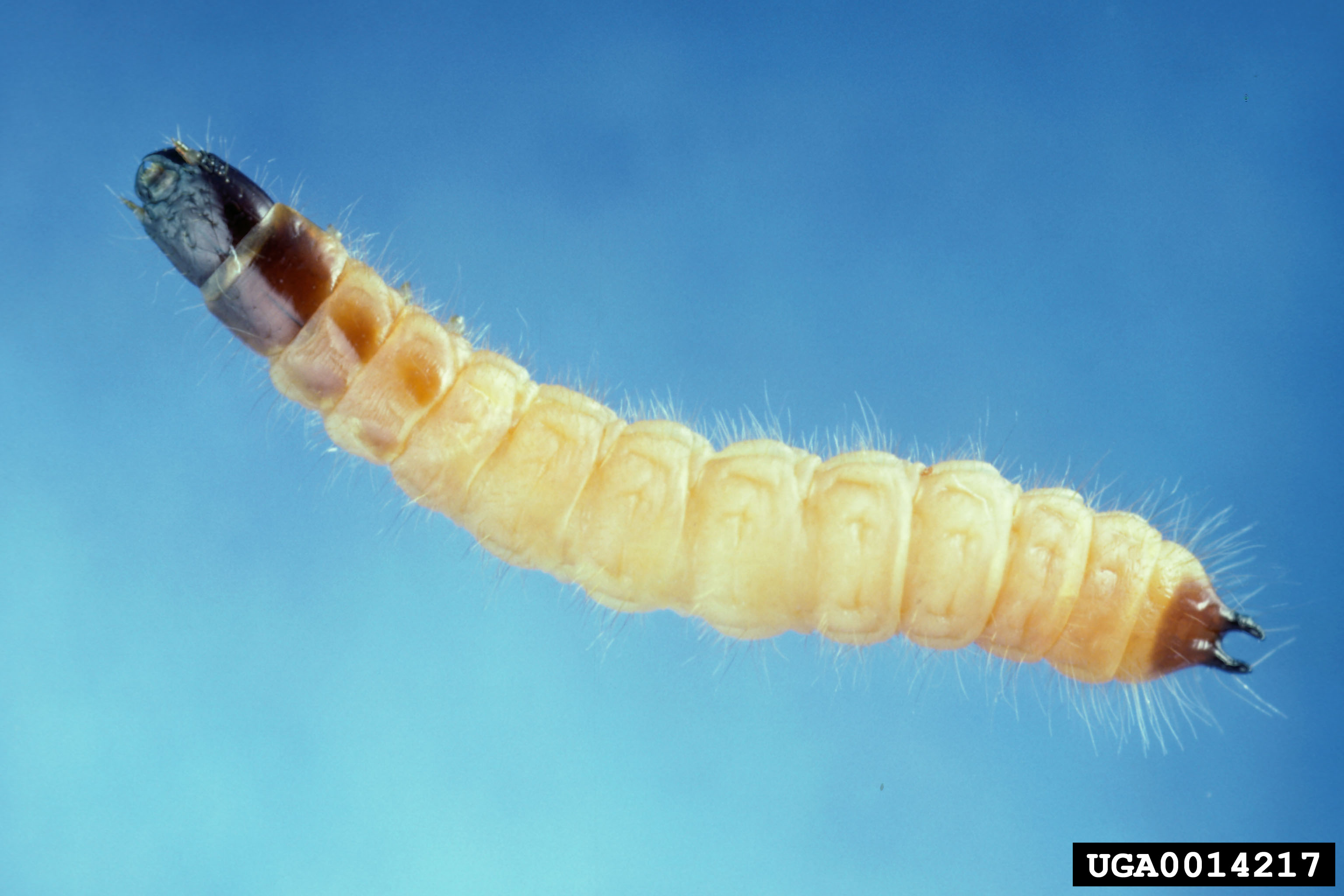
Larva de Thanasimus dubius

A cópula ocorre enquanto a fêmea se alimenta, porque as fêmeas precisam de uma grande quantidade de alimento para o desenvolvimento dos ovos. A fêmea põe seus ovos 36-72 horas após a cópula. Os ovos são depositados entre pedaços de casca de árvores infestadas de brocas ou sob pedras no solo. Ela pode botar de 28 a 42 ovos por vez. Para as espécies de maior expectativa de vida, como Thanasimus, isso ocorre no final do verão ou início do outono para dar às larvas tempo suficiente para um crescimento adequado antes de passar o inverno.
Quando as larvas eclodem de seus ovos, elas são vermelhas ou amarelas. Seus corpos têm uma aparência esbelta e plana com pernas curtas devido ao movimento mínimo. As larvas são cobertas de pelos e apresentam duas projeções do tipo chifre na região dorsal do último segmento do corpo. Imediatamente após o nascimento, eles começam a procurar comida perto de onde nasceram. Eles se alimentam de insetos perfuradores de madeira nas árvores, ou se alimentam do substrato de sua espécie ou presa de sua escolha. A alimentação é o principal objetivo do estágio larval para se preparar para a pupação. Uma vez que seu estágio larval está completo, as espécies que vivem nas árvores seguem para o fundo da árvore para pupar. O estágio de pupa pode durar de 6 semanas a um ano, dependendo da necessidade de hibernar e de quão curto é o ciclo de vida geral de uma espécie em particular. A maioria das espécies de clerídeos pupa em células de terra que são feitas de solo e certas enzimas secretadas de suas bocas. O resto permanece em células de pupa. Os besouros adultos emergem da fase de pupa e passam um tempo variável de sua vida amadurecendo e, eventualmente, ovipositando. Adultos sexualmente maduros ou imagos de Thanasiumus hibernam dentro das árvores infestadas de brocas e ovipositam durante a primavera.

## Relevância forense

### Entomologia de produtos armazenados
Necrobia rufipes, comumente conhecido como besouro do presunto de patas vermelhas, é de particular importância na entomologia de produtos armazenados. N. rufipes infesta carnes secas ou defumadas, principalmente aquelas que são armazenadas sem embalagem por longos períodos de tempo. Os adultos se alimentam na superfície dos produtos, enquanto as larvas danificam a carne perfurando geralmente nas partes gordurosas. Foi registrado que N. rufipes se alimentava de uma grande variedade de itens, desde peles e figos secos até múmias egípcias. Além disso, produtos como lã e seda podem ficar infestados, mas não destruídos.

### Entomologia médico-legal
Como os clerídeos são predadores por natureza, eles foram encontrados se alimentando de larvas de moscas, bem como de pele e ossos de carniça. A maioria dos clerídeos não é útil em forense por causa de sua escolha alimentar, mas algumas espécies, como Necrobia rufipes, podem ser úteis. Necrobia rufipes é atraído pela carniça nos últimos estágios de decomposição, então sua chegada na carniça pode ajudar a fornecer uma estimativa para o intervalo post-mortem ou PMI. Embora o besouro quadriculado não seja o inseto mais significativo na carniça, a natureza predatória do besouro e sua capacidade de se reproduzir em carniça exposta ao meio ambiente fornece alguma importância forense.

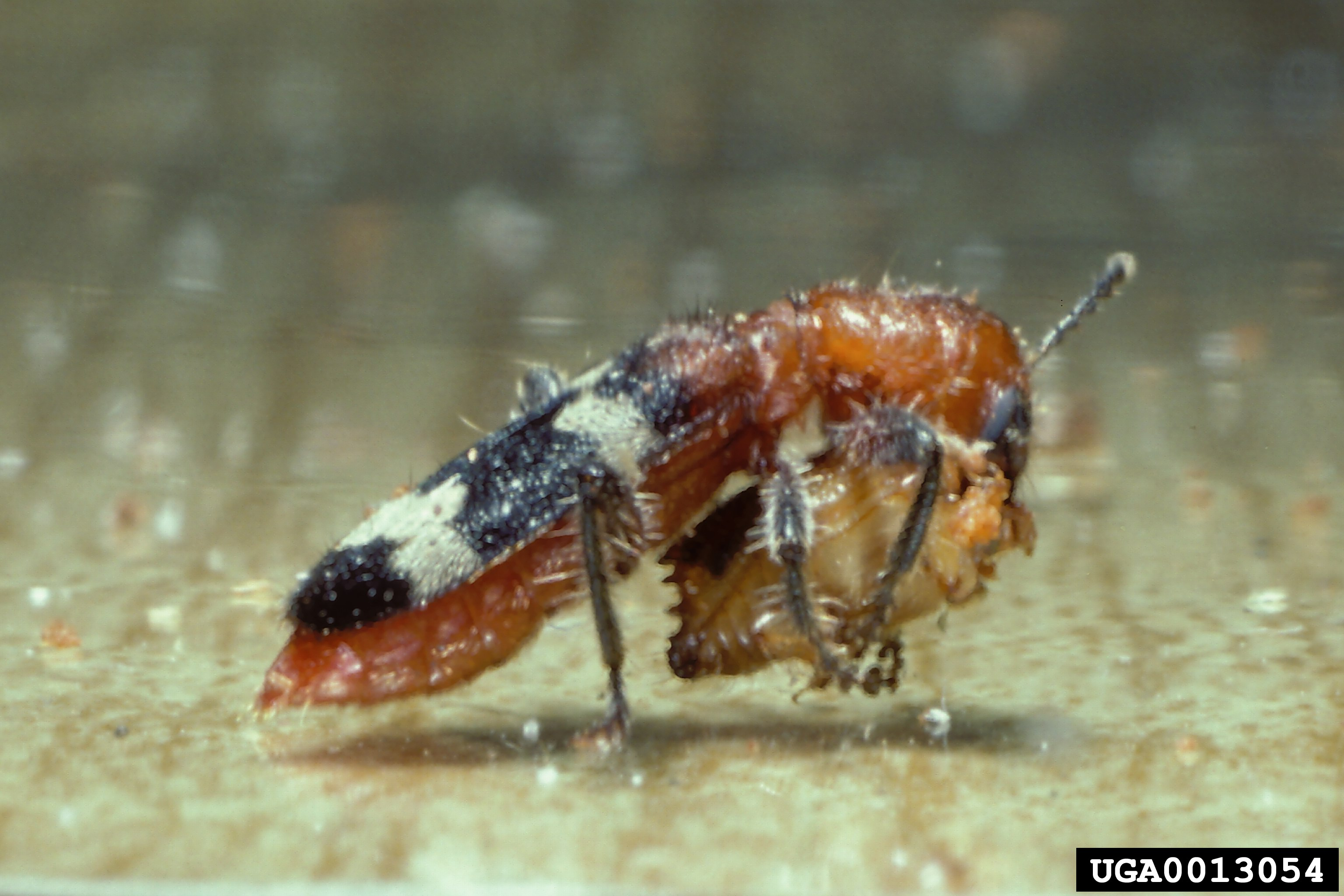
Thanasimus dubius atacando a presa do besouro

## Pesquisa em andamento
Há pesquisas em andamento com algumas espécies de clerídeos. A pesquisa forense é limitada por causa de sua chegada tardia em carniça, mas membros como Thanasimus undatulus foram pesquisados como um possível papel no manejo integrado de pragas ou IPM. Thanasimus undatulus é um predador de besouros de casca. Algumas espécies de besouros da casca, como o besouro do pinheiro do sul e o besouro do pinheiro da montanha, podem se tornar pragas para a indústria madeireira porque, em grande número, podem causar danos e matar árvores vivas. Thanasimus undatulus tem sido pesquisado como um possível agente de controle biológico para essas pragas. Pesquisadores e funcionários florestais usaram feromônios de agregação de besouros para atrair o besouro xadrez para árvores específicas. Isso faz com que os besouros da casca sejam subjugados, extensivamente predados pelos besouros clerídeos e normalmente eliminados. Há também pesquisas adicionais sendo feitas sobre o impacto das cleridas na polinização das flores.

## Sistemática
Os gêneros de Cleridae são divididos entre várias subfamílias, embora alguns gêneros ainda desafiem uma classificação fácil. Existem vários esquemas taxonômicos, reconhecendo, por exemplo, um grupo em torno de Neorthopleura como subfamília distinta Neorthopleurinae, ou separando Thaneroclerinae como família distinta, ou circunscrevendo Korynetinae sensu stricto ou sensu lato. A seguinte lista de tribos e gêneros selecionados é, portanto, preliminar. Algumas espécies notáveis também estão listadas. Os membros mais velhos da família são Protoclerus e Wangweiella, o leito de Daohugou do final do Jurássico Médio ( Caloviano ) na Mongólia Interior, China.

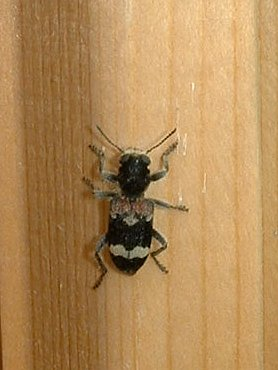
Clerus mutillarius (Clerinae)

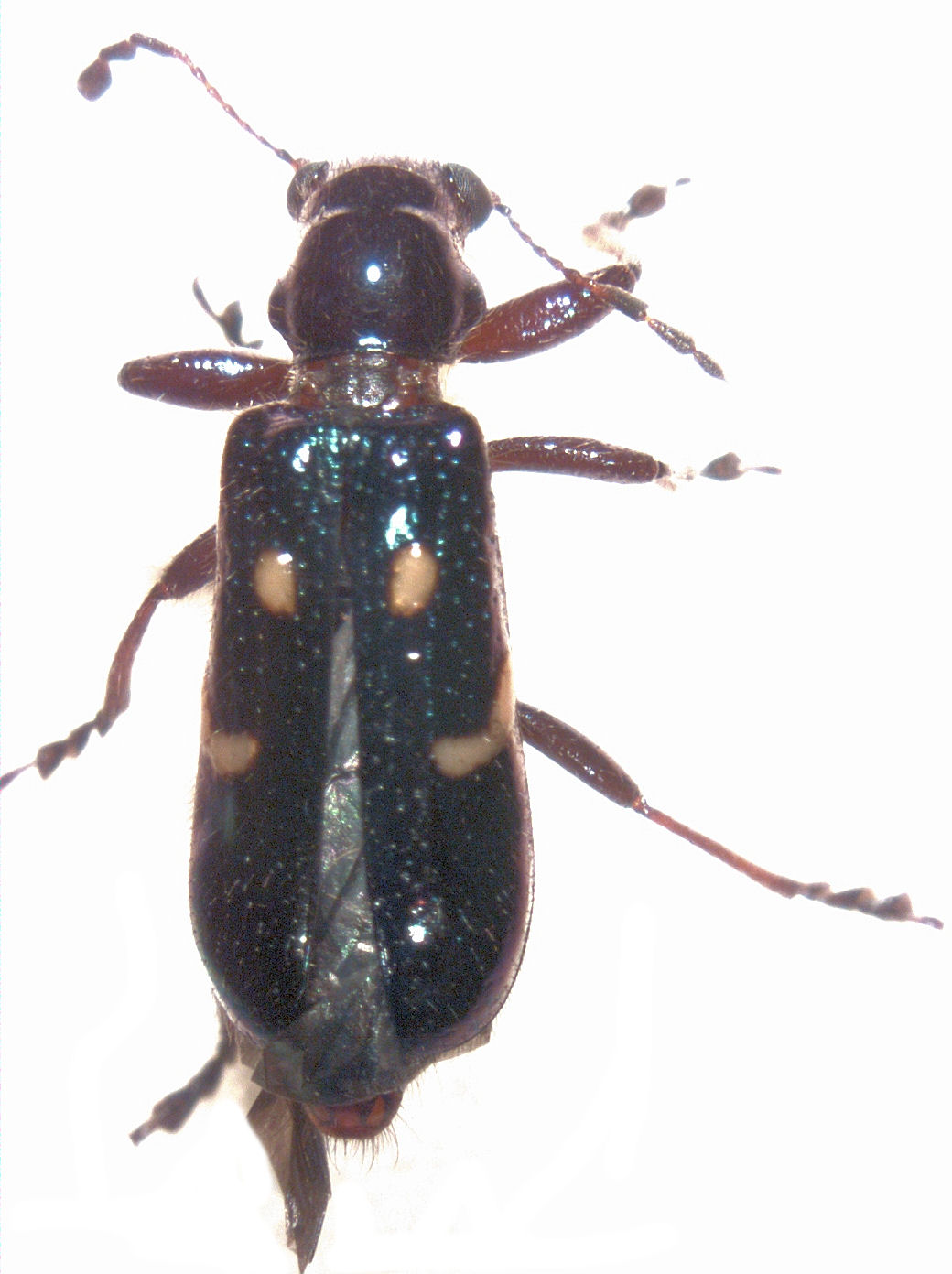
Phymatophaea guttigera (Enopliinae)

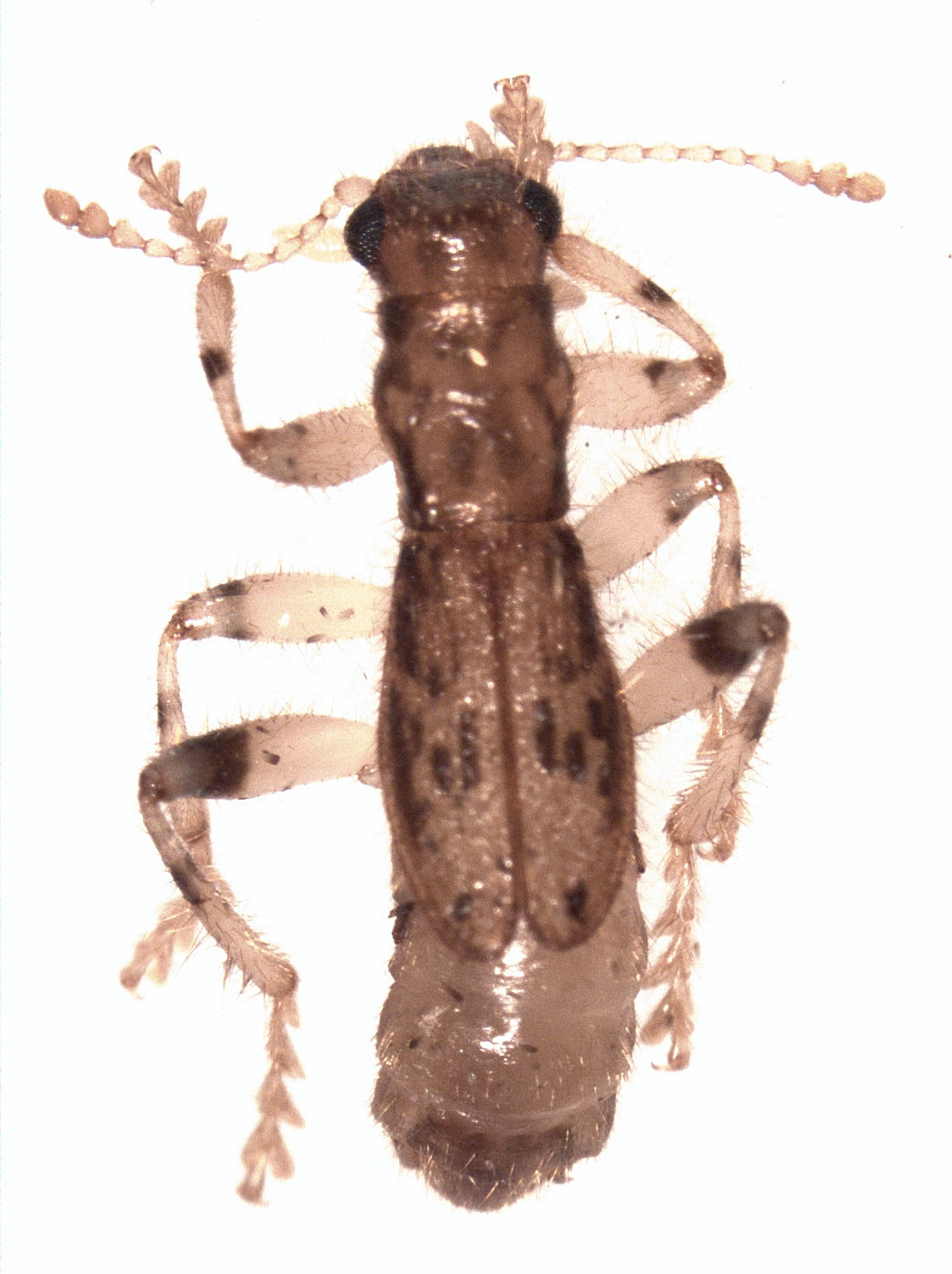
Lemidia aptera (Hydnocerinae)

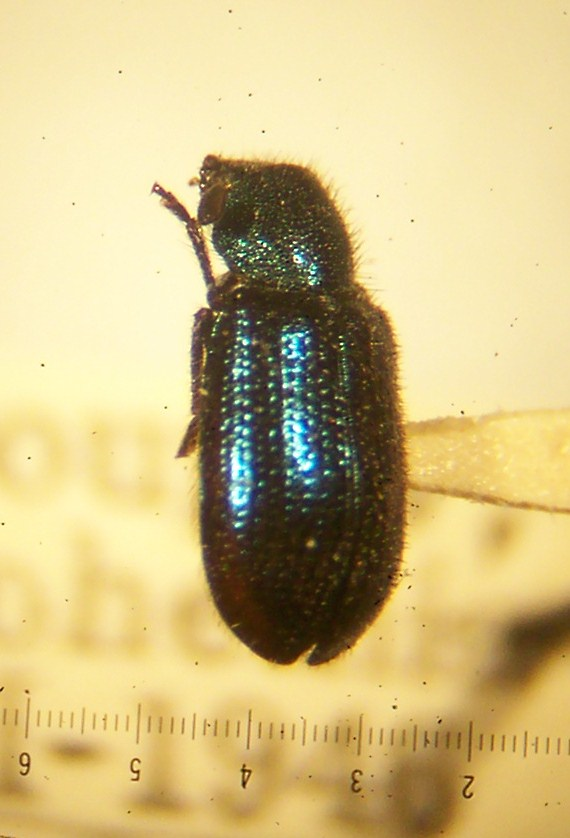
Necrobia violacea (Korynetinae)

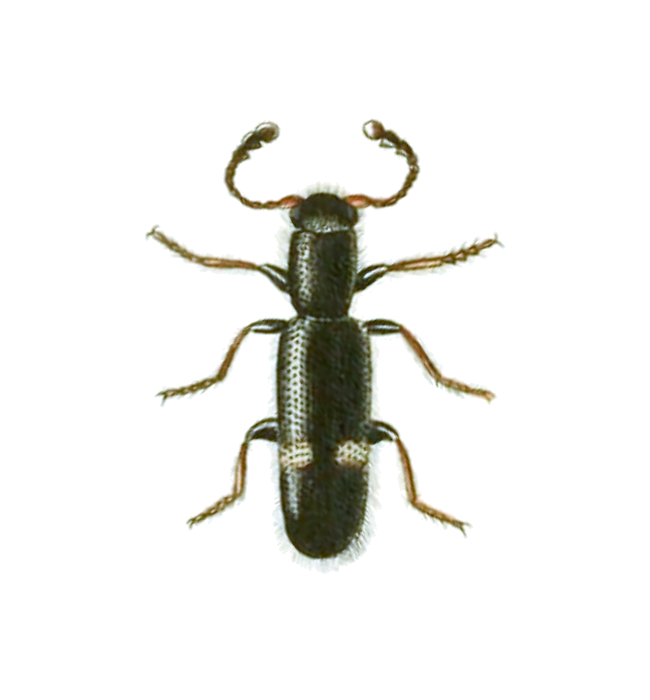
Tarsostenus univittatus (Tarsosteninae)

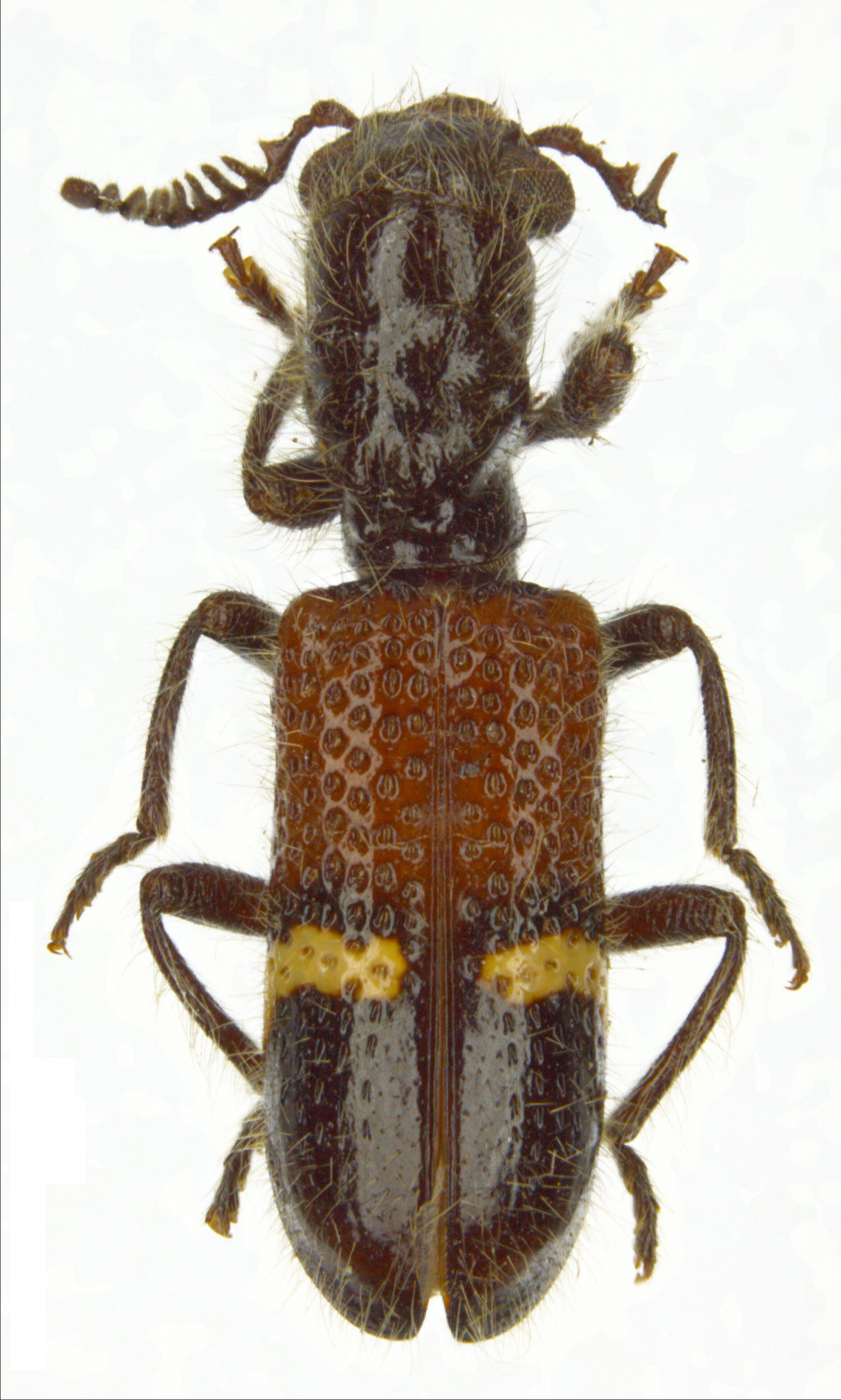
Diplocladus kuwerti (Tillinae)

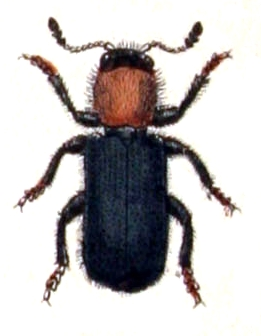
Dermestoides sanguinicollis (incertae sedis)

| Clerinae - Allonyx Jacquelin du Val, 1860 - Anthicoclerus Schenkling, 1906 - Aphelochroa Quedenfeldt, 1885 - Apopempsis Schenkling, 1903 - Apteroclerus Wollaston, 1867 - Aptinoclerus Kuwert, 1893 - Aradamicula Sedlacek & Winkler, 1975 - †Arawakis (fóssil) - Astigmus Kuwert, 1894 - Aulicus Spinola, 1841 - Axina Kirby, 1818 - Balcus - Barriella Opitz, 2003 - Barrotillus Rifkind, 1996 - Blaxima Gorham, 1882 - Bousquetoclerus Menier, 1997 - Burgeoneus Pic, 1950 - Caestron Dupont in Spinola, 1844 - Calendyma Lacordaire, 1857 - Canariclerus Winkler, 1982 - Cardiostichus Quedenfeldt, 1885 - Caridopus Schenkling in Sjöstedt, 1908 - Cleromorpha Gorham, 1876 - Cleropiestus Fairmaire, 1889 - Clerus Fabricius, 1775 - Clytomadius Corporaal, 1949 - Colyphus Spinola, 1841 - Coptoclerus Chapin, 1924 - Cormodes Pascoe, 1860 - Corynommadius Schenkling, 1899 - Ctenaxina Schenkling, 1906 - Ctenoclerus Solervicens, 1997 - Dasyceroclerus Kuwert, 1894 - Dasyteneclines Pic, 1941 - Dieropsis Gahan, 1908 - Dologenitus Opitz, 2009 - Dozocolletus Chevrolat, 1842 - Eburiphora Spinola, 1841 - Eburneoclerus Pic, 1950 - Ekisius Winkler, 1987 - Eleale Newman, 1840 - Enoclerus Gahan, 1910 - Epiclines Chevrolat in Guérin-Ménéville, 1839 - Eunatalis Schenkling, 1909 - Eunatalis porcata - Erymanthus Spinola, 1841 - Eurymetomorphon Pic, 1950 - Falsomadius Gerstmeier, 2002 - Falsoorthrius Pic, 1940 - Graptoclerus Gorham, 1901 - Gyponyx Gorham, 1883 - Hemitrachys Gorham, 1876 - Homalopilo Schenkling, 1915 - Inhumeroclerus Pic, 1955 - Jenjouristia Fursov, 1936 - Languropilus Pic, 1940 - Lissaulicus C.O.Waterhouse, 1879 - Memorthrius Pic, 1940 - Metademius Schenkling, 1899 - Microclerus Wollaston, 1867 - Micropteroclerus Chapin, 1920 - Microstigmatium Kraatz, 1899 - Mimolesterus Gerstmeier, 1991 - Mitrandiria Kolibac, 1997 - Myrmecomaea Fairmaire, 1886 - Natalis Laporte de Castelnau, 1836 - Neogyponyx Schenkling, 1906 - Neoscrobiger Blackburn, 1900 - Ohanlonella Rifkind, 2008 - Olesterus Spinola, 1841 - Omadius Laporte de Castelnau, 1836 - Oodontophlogistus Elston, 1923 - Operculiphorus Kuwert, 1894 - Opilo Latreille, 1802 - Orthrius Gorham, 1876 - Oxystigmatium Kraatz, 1899 - Phlogistomorpha Hintz, 1908 - Phlogistus Gorham, 1876 - Phloiocopus Spinola, 1841 - Phonius Chevrolat, 1843 - Pieleus Pic, 1940 - Placocerus Klug, 1837 - Placopterus Wolcott, 1910 - Plathanocera Schenkling, 1902 - Platyclerus Spinola, 1841 - Priocera Kirby, 1818 - Priocleromorphus Pic, 1950 - Prioclerus Hintz, 1902 - Pseudolesterus Miyatake, 1968 - Pseudomadius Chapin, 1924 - Pujoliclerus Pic, 1947 - Sallea Chevrolat, 1874 - Scrobiger Spinola, 1841 - Sedlacekius Winkler, 1972 - Sikorius Kuwert, 1893 - Stigmatium Gray in Griffith, 1832 - Systenoderes Spinola, 1841 - Tanocleria Hong, 2002 - Thalerocnemis Lohde, 1900 - Thanasimodes Murray, 1867 - Thanasimus Latreille, 1806 - Thanasimus formicarius – Ant Beetle - Tillicera Spinola, 1841 - Trichodes Herbst, 1792 - Trichodes alvearius - Trichodes apiarius - Trichodes leucopsideus - Trogodendron Spinola, 1841 - Trogodendron fasciculatum – Yellow-horned Clerid - Wilsonoclerus - Winklerius Menier, 1986 - Wittmeridecus Winkler, 1981 - Xenorthrius Gorham, 1892 - Zahradnikius Winkler, 1992 - Zenithicola Spinola, 1841 | Enopliinae (por vezes em Korynetinae) - Antygodera - Apolopha Spinola, 1841 - Corinthiscus Fairmaire & Germain, 1861 - Cregya LeConte, 1861 - Curacavi - Enoplium Latreille, 1802 - Exochonotus - Hublella - Lasiodera Gray in Griffith, 1832 - Neopylus Solervicens, 1989 - Paracregya - Pelonium - Phymatophaea Pascoe, 1876 - Platynoptera Chevrolat, 1834 - Pseudichnea Schenkling, 1900 - Pylus Newman, 1840 - Pyticara Spinola, 1841 (incluindo Pelonides) - Teneroides Gahan, 1910 - Tenerus Laporte de Castelnau, 1836 - Thriocerodes Wolcott & Dybas, 1947 Epiphloeinae (por vezes em Korynetinae) - Acanthocollum - Amboakis - Decaphloeus - Decorosa Opitz, 2008 - Diapromeces Opitz, 1997 - Ellipotoma Spinola, 1844 - Epiphloeus Spinola, 1841 - Hapsidopteris Opitz, 1997 - Ichnea Laporte de Castelnau, 1836 - Iontoclerus Opitz, 1997 - Katamyurus Opitz, 1997 - Madoniella Pic, 1935 - Megaphloeus - Megatrachys Opitz, 1997 - Opitzius Barr, 2006 - Parvochaetus Opitz, 2006 - Pennasolis Opitz, 2008 - Pericales - Pilosirus Opitz, 1997 - Plocamocera Spinola, 1844 - Pteroferus - Pyticeroides Kuwert, 1894 - Silveirasia - Stegnoclava - Turbophloeus Hydnocerinae (incluindo Phyllobaeninae) - Abrosius Fairmaire, 1902 - Achlamys C.O.Waterhouse, 1879 - Allelidea G.R.Waterhouse, 1839 - Blaesiophthalmus Schenkling, 1903 - Brachycallimerus Chapin, 1924 - Brachyptevenus - Callimerus Gorham, 1876 - Cephaloclerus Kuwert, 1893 - Cucujocallimerus Pic, 1929 - Emmepus Motschulsky, 1845 - Eurymetopum Blanchard, 1842 - Isohydnocera Chapin, 1917 - Isolemidia Gorham, 1877 - Laiomorphus Pic, 1927 - Lasiocallimerus Corporaal, 1939 - Lemidia Spinola, 1841 - Neohydnus Gorham, 1892 - Parmius Sharp, 1877 - Paupris Sharp, 1877 - Phyllobaenus Dejean, 1837 - Silviella Solervicens, 1987 - Solemidia - Stenocallimerus Corporaal & Pic, 1940 - Theano Laporte de Castelnau, 1836 - Wolcottia Chapin, 1917 Korynetinae - Chariessa Perty in Spix & Martius, 1830 - Korynetes Herbst, 1792 - Korynetes caeruleus – steely blue beetle - Lebasiella Spinola, 1844 - Loedelia R.Lucas, 1918 - Necrobia Latreille, 1797 - Necrobia ruficollis – red-shouldered ham beetle - Necrobia rufipes – red-legged ham beetle - Neorthopleura Barr, 1976 - Opetiopalpus Spinola, 1844 - Romanaeclerus Winkler, 1960 Tarsosteninae (por vezes em Korynetinae) - Paratillus Gorham, 1876 - Tarsostenodes Blackburn, 1900 - Tarsostenus Spinola, 1844 Thaneroclerinae (colocado aqui tentativamente) - Cleridopsis Champion, 1913 - Compactoclerus Pic, 1939 - Cyrtinoclerus Chapin, 1924 - Isoclerus Lewis, 1892 - Meprinogenus Kolibáč, 1992 - Neoclerus Lewis, 1892 - Onerunka Kolibáč - Thaneroclerus Lefebvre, 1838 - Viticlerus - Zenodosus Wolcott, 1910 | Tillinae - Antenius Fairmaire, 1903 - Arachnoclerus Fairmaire, 1902 - Araeodontia Barr, 1952 - Archalius Fairmaire, 1903 - Aroterus Schenkling, 1906 - Basilewskyus Pic, 1950 - Biflabellotillus Pic, 1949 - Bilbotillus Kolibac, 1997 - Bogcia Barr, 1978 - Bostrichoclerus Van Dyke, 1938 - Callotillus Wolcott, 1911 - Ceratocopus Hintz, 1902 - Chilioclerus Solervicens, 1976 - Cladiscopallenis Pic, 1949 - Cladiscus Chevrolat, 1843 - Cladomorpha Pic, 1949 - Cteniopachys Fairmaire, 1889 - Cylidroctenus Kraatz, 1899 - Cylidrus Latreille, 1825 - Cymatodera Gray in Griffith, 1832 - Cymatoderella Barr, 1962 - Dedana Fairmaire, 1888 - Denops Fischer von Waldheim, 1829 - Diplocladus Fairmaire, 1885 - Diplopherusa Heller, 1921 - Eburneocladiscus Pic, 1955 - Egenocladiscus Corporaal & van der Wiel, 1949 - Elasmocylidrus Corporaal, 1939 - Enoploclerus Hintz, 1902 - Eucymatodera Schenkling, 1899 - Falsopallenis Pic, 1926 - Falsotillus Gerstmeier & Kuff, 1992 - Flabellotilloidea Gerstmeier & Kuff, 1992 - Gastrocentrum Gorham, 1876 - Gracilotillus Pic, 1933 - Impressopallenis Pic, 1953 - Isocymatodera Hintz, 1902 - Lecontella Wolcott & Chapin, 1918 - Leptoclerus Kraatz, 1899 - Liostylus Fairmaire, 1886 - Macroliostylus Pic, 1939 - Magnotillus Pic, 1936 - Melanoclerus Chapin, 1919 - Microtillus Pic, 1950 - Monophylla Spinola, 1841 - Neocallotillus Burke, 2016 - Nodepus Gorham, 1892 - Notocymatodera Schenkling, 1907 - Onychotillus Chapin, 1945 - Orthocladiscus Corporaal & van der Wiel, 1949 - Pallenis Laporte de Castelnau, 1836 - Paracladiscus Miyatake, 1965 - Paradoxocerus Kraatz, 1899 - Paraspinoza Corporaal, 1942 - Philocalus Klug, 1842 - Picoclerus Corporaal, 1936 - †Prospinoza (fossil) - Pseudachlamys Duvivier, 1892 - Pseudogyponix Pic, 1939 - Pseudopallenis Kuwert, 1893 - Pseudoteloclerus Pic, 1932 - Rhopaloclerus Fairmaire, 1886 - Smudlotillus Kolibac, 1997 - Spinoza Lewis, 1892 - Stenocylidrus Spinola, 1844 - Strotocera Schenkling, 1902 - Synellapotillus Pic, 1939 - Synellapus Fairmaire, 1903 - Teloclerus Schenkling, 1903 - Tilloclerus White, 1849 - Tillodadiscus Pic, 1953 - Tillodenops Hintz, 1905 - Tilloidea Laporte de Castelnau, 1832 - Tillus Olivier, 1790 - Tylotosoma Hintz, 1902 Incertae sedis - Aphelocerus Kirsch, 1871 (Clerinae? Tillinae?) - Apteropilo Lea, 1908 (Clerinae? Enopliinae?) - Cleropiestus Fairmaire, 1889 (Clerinae? Hydnocerinae?) - Dermestoides Schaeffer, 1771 (Korynetinae s.l.?) - Evenoclerus Corporaal, 1950 (Clerinae? Hydnocerinae?) - Muisca Spinola, 1844 (Clerinae? Enopliinae?) - Parapelonides Barr, 1980 (Korynetinae s.l.?) - Perilypus Spinola, 1841 (Clerinae? Tillinae?) - Syriopelta Winkler, 1984 (Korynetinae s.l.?) |